# Marcel Cabay
Marcel Cabay (né le 10 décembre 1921 à Liège en Belgique - mort à Greenfield Park au Canada le 7 juin 1990 à l'âge de 68 ans) est un scénariste et comédien québécois d'origine belge.

## Biographie
Il a étudié au Conservatoire royal de Bruxelles, où il obtient les premiers prix de comédie classique et moderne et le deuxième prix de tragédie moderne. 
La Seconde Guerre mondiale survient, mais l'occupation allemande n'arrête pas ses activités. Sous le couvert de faux papiers d'identité, il continue à se produire sur diverses scènes. Il écrit également quelques pièces qui sont jouées par des troupes belges. 
En 1953, il s'installe au Québec avec sa femme et ses enfants. Pendant un an, il exerce le métier de pâtissier qu'il avait appris dans son pays natal pour subvenir à ses besoins. Puis, vers 1954, il trouve enfin des débouchés pour une douzaine de ses textes dramatiques qui sont tout d'abord diffusés dans le cadre du programme radiophonique les Nouveautés dramatiques (1954 - 1959). Pour CKVL, il écrit trois feuilletons radiophoniques : Grande Allée (1965 - 1969), Côte Vertu (1969 - 1970) et Grande Ville (1974 - 1975). 
Comme scripteur, il collabore à divers programmes pour enfants à la télévision de Radio-Canada : le roi Goulaf (ou Rikiki) (1960) de La Boîte à Surprise. Il participe irrégulièrement comme scénariste à Rue de l'anse, aux Les Enquêtes Jobidon et à Cœur atout. Il est scripteur et metteur en scène du programme Comme tout le monde (1972 - 1973). Mais son plus grand succès est le téléroman les Berger (1970 - 1978), pour lequel il reçoit le trophée Méritas comme auteur du téléroman le plus populaire du Québec. De 1978 à 1979, il poursuit son téléroman sous un nouveau titre, le Clan Beaulieu. Fait à noter, il a écrit les deux téléromans sous son pseudonyme de Marcel Marin. 
Outre son travail de scripteur, il est aussi animateur de 1955 à 1956 de La Vie qui bat à Radio-Canada. Bien connu comme comédien, il joue sous le pseudonyme de Marcel Marin dans plusieurs radioromans de Jean Desprez et dans les radiothéâtres de Sur toutes les scènes du monde, série dramatique importante, et dans  Le Curé de village. À la télévision, il obtient divers rôles dans les émissions pour enfants : CF-RCK, Rue de l'anse, les Enquêtes Jobidon, le roi Goulaf à la Boîte à Surprise, le Grenier aux images, Pépinot et Capucine. 
Il est célèbre par son interprétation du bon gros docteur Bouclier dans Les Belles Histoires des pays d'en haut. Il obtient aussi plusieurs autres rôles dont La Pension Velder, Opération-Mystère, C'est la loi, C'est la vie et Cré Basile. Il fait beaucoup de postsynchronisation, notamment dans la série américaine Cent filles à marier. Ou encore dans la série américaine Mes Trois Fils pour laquelle il double l'Oncle Charley (William Demarest).
Au cinéma, il joue dans Pas de vacances pour les idoles au début des années 1960. Après avoir connu une carrière active en Belgique sur la scène, il débute au Canada dans La Mouette de Tchékov, montée au Théâtre du Nouveau Monde.
Le fonds d'archives de Marcel Cabay est conservé au centre d'archives de Montréal de Bibliothèque et Archives nationales du Québec.

## Cinéma et télévision

### Acteur
- 1956-1970 : Les Belles Histoires des pays d'en haut (série télévisée): Docteur Bouclier
- 1956-1967 : La Boîte à Surprise (série télévisée): le Roi Goulaf
- 1957-1959 : Opération-mystère (série télévisée): Le professeur Narthon et Arsène
- 1957-1961 : La Pension Velder (série télévisée)
- 1958-1961 : Le Courrier du roy (série télévisée): Le capitaine
- 1965-1970 : Cré Basile (série télévisée)
- 1965 : Pas de vacances pour les idoles
- 1968-1971 : Le Pirate Maboule (série télévisée): Gros-Orteil

### Scénariste
- 1956-1967 : La Boîte à Surprise (série télévisée): le Roi Goulaf (scénario et idée originale)
- 1959-1962 : CF-RCK (série télévisée)
- 1962-1964 : Les Enquêtes Jobidon (série télévisée)
- 1978-1982 : Le Clan Beaulieu (série télévisée)
- 1970-1978 : Les Berger (série télévisée)

### Auteur
- Cher Conrad : Héritage plus collection Vis-à-vies (livre)